# Maianga
Maianga é uma cidade e município da província de Luanda, em Angola.
Até 2011 foi um dos nove municípios que constituiam a área urbana cidade de Luanda, na província do mesmo nome, em Angola, quando tornou-se um distrito urbano da cidade de Luanda. Em 2024 recuperou seu estatuto de município.
Ao mesmo tempo em que é um município, Maianga forma parte da área da cidade Luanda, a capital nacional; assim, Maianga é parte da cidade de Luanda.

## Geografia e economia
Limita-se a norte com os municípios de Ingombota, Sambizanga e Rangel, a leste com o município de Quilamba Quiaxi, a sul com os municípios de Talatona e Samba, e a oeste com o município de Ingombota.
No âmbito da desconcentração administrativa, ocupa uma posição estratégica na vertente económica e política na província de Luanda.
Os bairros que constituem a Maianga são: Catambor, Cassenda, Prenda, Neves Bendinha, Catinton, Calemba, Serpa Pinto, Bairro Jumbo, Morro da Luz, Margoso (chabá), Gamek, Mártires do Quifangondo, Sagrada Esperança, Alvalade e Cassequel (Cassequel do Lourenço, Cassequel do Teixeira, Cassequel do Imbondeiro, Cassequel do Buraco).

## História
A palavra tem origem no quimbundo mazanga, «lagoas», local anteriormente submerso pelas águas pluviais.
A denominação histórica provém da existência de duas cacimbas (Maianga do Rei e Maianga do Povo), tem a sua sede no bairro do Prenda, zona do Cassenda.

## Cultura
Maianga é especialmente conhecida por ser uma zona de grande efervescência cultural, sendo o lar ou a inspiração de artistas como Mamy, Príncipe Ouro Negro e Ary.